# Hugo Coleridge
Hugo Coleridge (? - 14 december 2015) was een Surinaams mijnbouwkundige. Hij maakte naam als de ontdekker van de eerste oliebron in Suriname. Hij werkte lange tijd voor de Geologisch Mijnbouwkundige Dienst (GMD) en was President Commissaris van Staatsolie Maatschappij Suriname.

## Biografie
Hugo Coleridge kreeg zijn scholing tot 1956 in Suriname en studeerde vervolgens mijnbouwkunde aan de Technische Hogeschool van Delft in Nederland. Hij deed brede kennis op van los gesteente aan de Kustvlakte tot hard gesteente in Zuid-Suriname. Terug in eigen land ging hij aan het werk bij de GMD.
Op 13 oktober 1965 reed hij van Paramaribo naar de Stondansieval om daar hard gesteente te onderzoeken. Onderweg hield hij aan bij het dorp Calcutta waar collega's van de GMD naar een waterbron boorden. Ze vertelden hem dat het project mislukte vanwege olielekkage van de boor. Het water was namelijk eerst helder en vertoonde later oliesporen. Coleridge bekeek de monsters en trok een andere conclusie, namelijk dat het niet ging om motorolie maar om aardolie. Hij nam contact op met het hoofdkantoor in Paramaribo en gaf de opdracht om het gat niet te dichten maar verder te boren naar olie. Zijn conclusie was juist en zijn ontdekking wordt als de eerste vondst van winbare olie in Surinaamse zandgrond gezien.
Aanvankelijk was er nog een teleurstelling, toen gedacht werd dat de olie niet commercieel te winnen was. Eddy Jharap wilde het vanaf 1980 toch proberen en werd twee jaar later de eerste directeur van Staatsolie Maatschappij Suriname. De olie-industrie in Suriname was hiermee van start gegaan. Coleridge werd er toen ook weer bij betrokken. Op de plek in Calcutta waar de olievondst werd gedaan, is een afdeksteen geplaatst. Deze is doorgaans overwoekerd met onkruid.
Coleridge is lid/adviseur en voorzitter (President Commissaris) van de RvC van Staatsolie geweest. Tijdens zijn voorzitterschap in 1998 kwam de regering-Wijdenbosch II met het plan om Staatsolie te verkopen. Om zijn onvrede kenbaar te maken stapte hij op. Directeur en medeoprichter Eddy Jharap werd ontslagen omdat hij zich tegen het plan verzette. De rechter draaide het ontslag later terug. Doordat protesten Wijdenbosch in 1999 ten val brachten, waren de verkoopplannen van de baan.
Verder werkte Coleridge aan de inventarisatie van natuursteen ter verbetering van de berijdbaarheid van wegen. Hij werkte ook aan een irrigatieproject bij Stondansie, een drinkwatervoorziening voor Phedra en Victoria, de bouw van de houten brug bij Carolina (1982), de bouw van rivierdijken langs de Suriname en Commewijne, het veenproject in het westen van Suriname en het Jajkreekproject. Op verzoek van premier Ernesto Petronia van de Nederlandse Antillen adviseerde hij in 1970 diens regering over de voors en tegens van de sluiting van  een fosfaatmijn.
Hugo Coleridge overleed om half vijf in de ochtend van 14 december 2015, de dag na de officiële heropening van de sterk uitgebreide raffinaderij in Tout Lui Faut, waardoor sindsdien ook derivaten als benzine, diesel en asfalt in Suriname geproduceerd worden.